# Heights of Guanapo
Heights of Guanapo es una localidad de Trinidad y Tobago, que forma parte de la región de Tunapuna-Piarco.

## Geografía
La localidad abarca parte de la isla Trinidad y limita al norte con Brasso Seco Village, al sur con Wallerfield, al este con Valencia (localidad perteneciente a la región de Sangre Grande  y Wallerfield y al oeste con La Laja, Arima Heights-Temple Village y Maturita.

## Demografía
Datos demográficos de la localidad de Heights of Guanapo:
| Gráfica de evolución demográfica de Heights of Guanapo entre 2000 y 2011 |
|                                                                          |